# Bacilos
Bacilos és una banda multinacional de pop llatí. Es va formar a Miami, Florida, Estats Units, per Jorge Villamizar, José Javier «JJ» Freire i André Lopes. Els gèneres que van abordar van ser pop (en les seves variants llatina, folk i rock) i fusió llatinoamericana. És un dels grups musicals de parla hispana més reconeguts i reeixits en el continent americà i Europa (principalment en Espanya). En 2007, es van donar un recés musical i van tornar al març de 2017, amb el seu tema musical «Por hacerme el bueno».

## Història
A principis de 1997, quan José Javier Freire (JJ) i Jorge Villamizar estudiaven a la Universitat de Miami, van decidir formar un grup de rock alternatiu. Jorge era el vocalista i guitarrista d'aquella incipient agrupació, mentre que JJ era el bateria i percussionista; els acompanyaven a més, alguns companys estatunidencs. Van començar treballant en bars de la regió. Ací Jorge desenvolupava les seves qualitats de cantautor, gràcies a la seva experiència a Londres amb el grup Robin Jones & King Salsa.
Més tard, en la Universitat, coneixerien a Andrés Lopes, que ja havia tocat amb una banda brasilera de samba i bossa nova, a qui convidarien a sumar-se i formar junts una agrupació nova a la qual van decidir cridar: Bacilos búlgaros. Més tard ho simplificarien a "Bacilos"; quedant com a líder, vocalista i compositor de les cançons Jorge; JJ com a percussionista i bateria; i Andrés en el baix.
Ràpidament, Bacilos va trobar la fama tocant en diversos llocs de Florida, guanyant-se la simpatia de nombrosos seguidors. Això va cridar l'atenció de diversos executius de la indústria musical, els qui els van oferir el seu primer contracte amb una discogràfica veneçolana.

### Madera(1999)
El seu primer contracte discogràfic no va ser tan beneficiós. Obligats a estar fora dels escenaris prop de quatre anys per mals manejos de la seva companyia discogràfica. Durant aquest temps el grup es va separar perquè Jorge hagué de retornar al seu país pel venciment de la seva visa que li permetia estar als EUA. Va tornar a Miami en 1999 per a reunir novament el grup i així gravar, amb l'ajuda d'amics i familiars, la seva primera producció discogràfica independent anomenada Madera. Aquesta va vendre 1000 còpies en unes setmanes. Gràcies a ella, a Bacilos li van oferir un contracte discogràfic amb WEA International l'any 2000.

### Bacilos(2000)
Bacilos va ser una reedició de l'àlbum Madera però aquesta vegada sota el segell WEA International. El seu primer senzill, «Tabaco y chanel», va ser una inspiració del tema original escrit per Gina Jacome de nom "Chamaco y Papel" cl'èxit familiar del qual va inspirar a la coneguda cançó. Temps després va tenir una molt important repercussió aconseguint que la banda s'incorporés, presentant aquest disc, a la gira d'Alejandro Sanz El alma al aire.

### Sólo Un Segundo: Lo Mejor de Bacilos(2003)
Sólo Un Segundo, Lo Mejor de Bacilos, és el títol d'un àlbum recopilatori dels seus temes, que inclou 12 cançons, 4 d'elles pertanyents al seu primer àlbum i les 8 restants al disc Caraluna.

### Sin Vergüenza(2004)
Després de llançar el seu últim disc, Bacils va publicar el seu segon àlbum recopilatori amb el nom de Sin Vergüenza, amb 12 cançons, una d'elles, «Un regalo», cantada per José Javier Freire.

### Grandes éxitos(2006)
última producció de la banda, Grandes Éxitos recopila cançons dels tres àlbums anteriors, a més de dues cançons inèdites.

### OnStage - DirecTV(2006)
Últim recital en viu realitzat amb la producció de DirecTV.

### Por hacerme el buenoyAdicto a ti(2017-2018)
- El 2017 presentaren el seu nou senzill Por hacerme el bueno.
- El juny de 2018 presenten el seu segon senzill Adicto a ti.
- El 2019 tornen amb una nova gira musical per Mèxic, Estats Units, Colòmbia, Argentina i el Perú.

## Separació
L'any 2006 van realitzar la seva última gira titulada Contigo se va per Amèrica i el continent europeu. El seu últim concert en conjunt va ser el 22 de febrer de 2007, en el marc del XLVIII Festival Internacional de la Cançó de Viña del Mar en Viña del Mar, Xile. Allí van aconseguir entusiasmar i fer ballar a gran part del públic, rebent les torxes de plata i or, respectivament. Després de la separació del grup, el seu líder Jorge Villamizar inicia la seva carrera com a solista, fins al seu retrobament en 2017.

## Retrobament
Després de 10 anys de separació, l'1 de març de 2017, l'agrupació anuncia nou treball discogràfic i una gira per Llatinoamèrica, llançant a més el videoclip del seu tema «Por hacerme el bueno» i el senzill del mateix nom. El 7 de juny de 2018 van publicar un nou senzill anomenat «Adicto a ti».

## Membres
- Guitarra, veu i teclats: Jorge Villamizar
- Baix i cors: Andrés Lopes
- Bateria i cors: José Javier Freire

## Discografia

### Àlbums
| Nom                                  | Tipu d'àlbum | Discogràfica        | Any  |
| ------------------------------------ | ------------ | ------------------- | ---- |
| Bacilos                              | Estudi       | WEA International   | 2000 |
| Caraluna                             | Estudi       | WEA International   | 2002 |
| Sólo un segundo, lo mejor de Bacilos | Recopilatori | WEA International   | 2003 |
| Sin vergüenza                        | Estudi       | WEA International   | 2004 |
| Grandes éxitos                       | Recopilatori | Warner Music Latina | 2006 |
| ¿Dónde nos quedamos?                 | Estudi       | Sony Music Latin    | 2018 |